# August Krook
Johan Karl August Krook, född 19 maj 1860 i Novgorod, död 20 september 1935 i Åbo, var en finländsk arkitekt.
Krook utexaminerades från Polytekniska institutet i Stuttgart 1882. Han arbetade till en början som teknisk ledare för Helsingfors cementgjuteri och sedan som privatpraktiserande arkitekt i Björneborg 1893–1895, var 1896–1897 tillförordnad stadsarkitekt i Tammerfors och 1910–1911 andre stadsarkitekt i Åbo samt idkade därefter åter privat praktik.

## Byggnader i urval
- Björneborgs stadshus
- Kaskenlinna i Åbo
- Svenska Samskolan i Tammerfors
- Åbo synagoga
- Björneborgs bomullsfabrik

## Bildgalleri

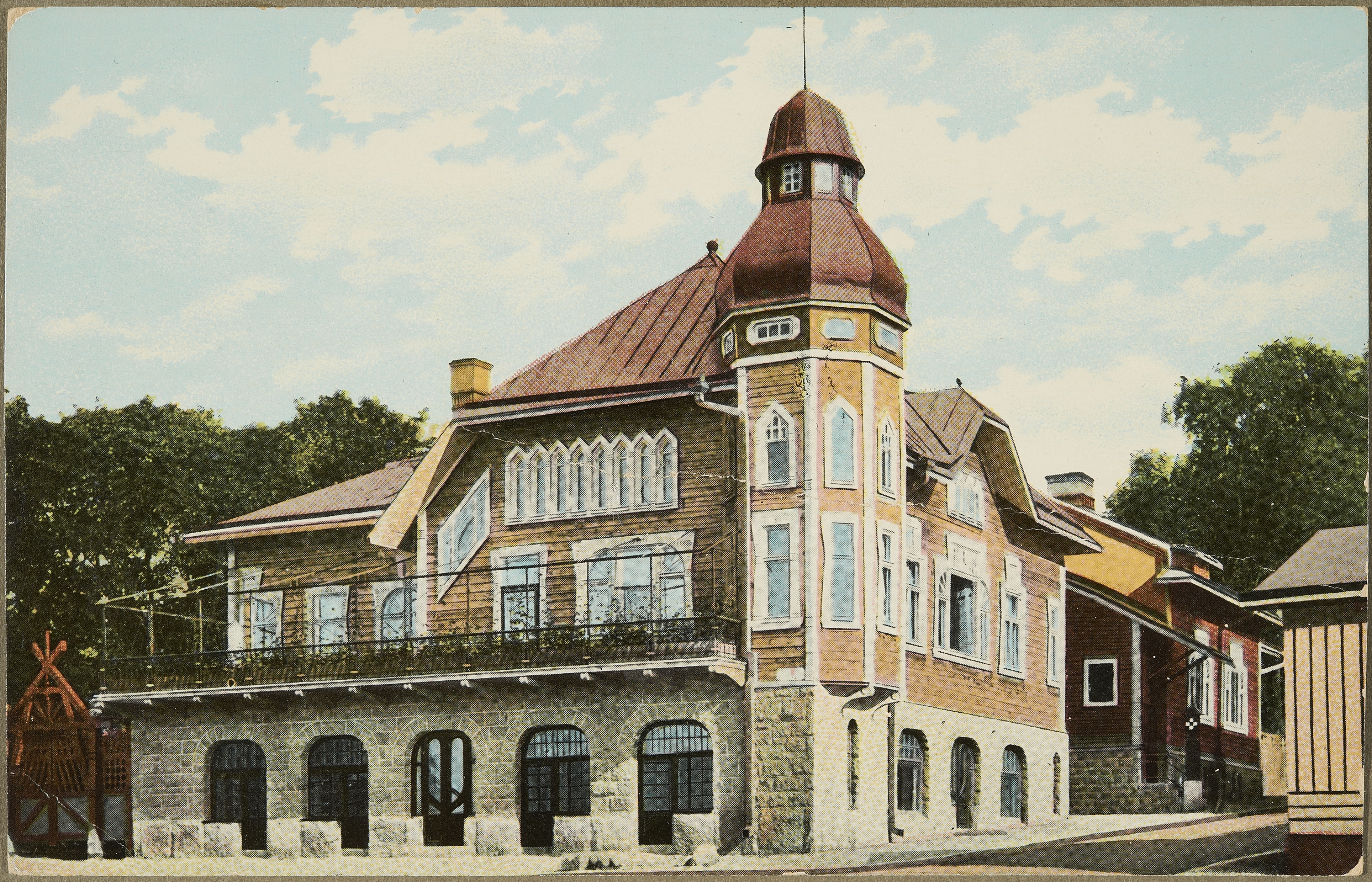
Handelshuset i Tammerfors
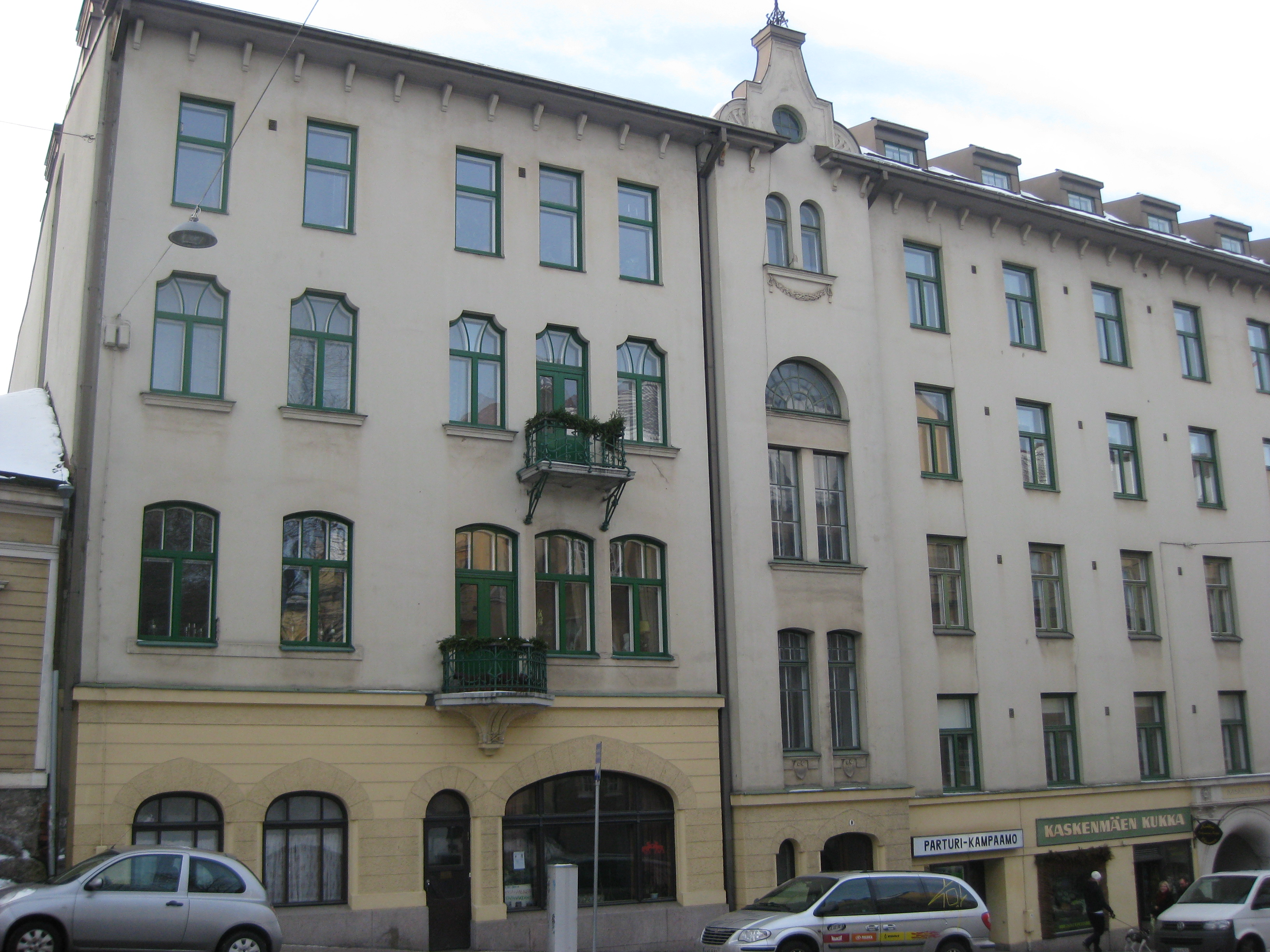
Kaskenlinna i Åbo
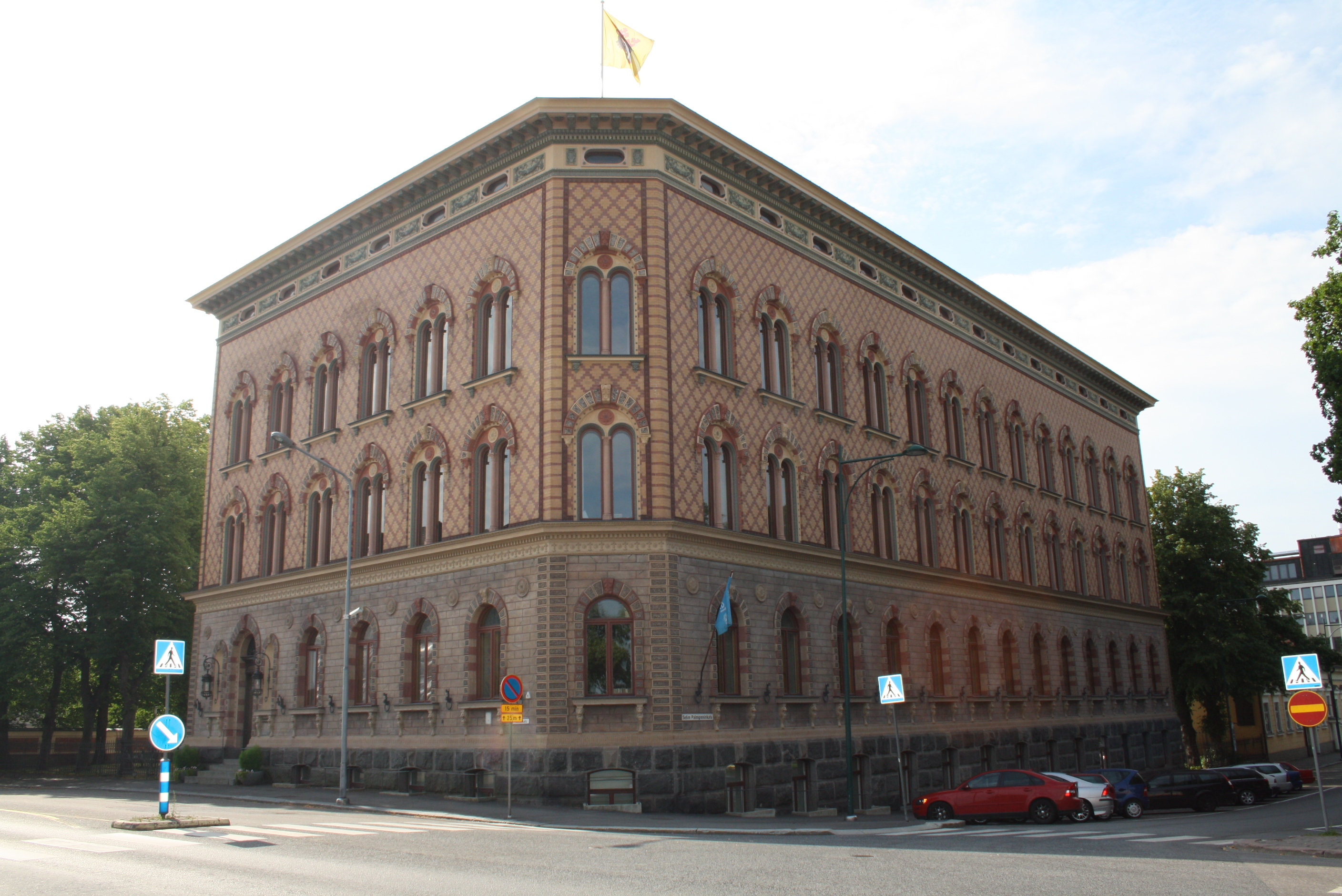
Björneborgs stadshus
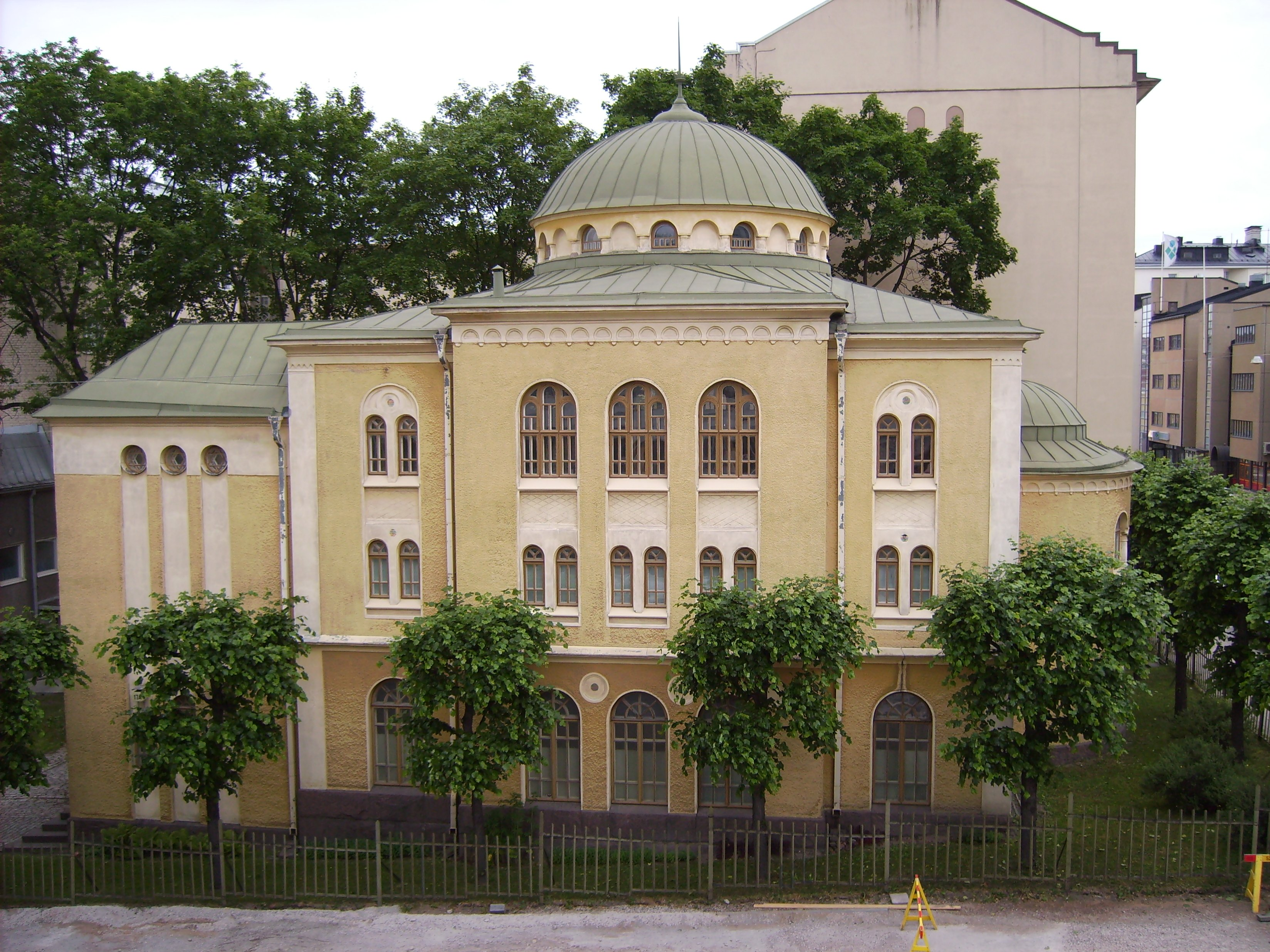
Åbo synagoga
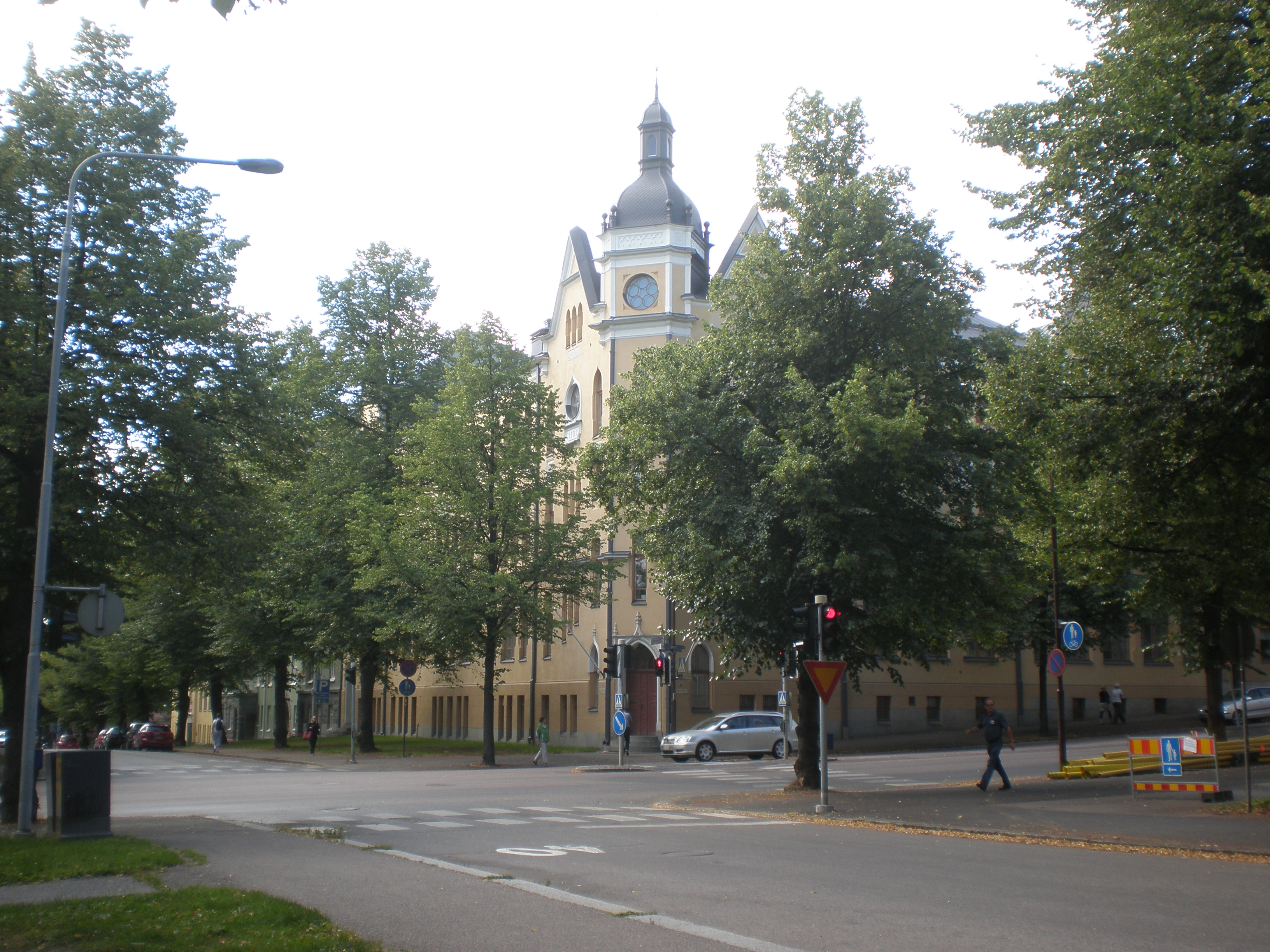
Svenska Samskolan i Tammerfors

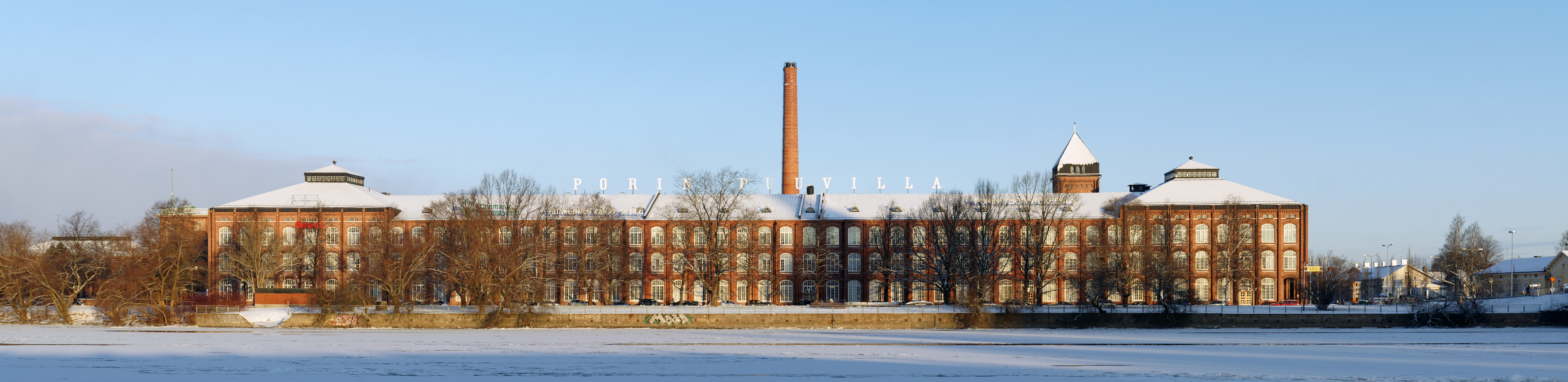
Björneborgs bomullsfabrik, numera högskolecampus